# Monte Shipton
O monte Shipton anteriormente conhecido como monte Darwin e monte Agostini-Darwin é a montanha mais alta da cordilheira Darwin, na região de Magalhães e Antártica Chilena no sul dos Andes a 2469 metros de altitude.